# Daulat Khan
Daulat Khan (* 19. Mai 1957 in Peschawar) ist ein ehemaliger pakistanischer Squashspieler.

## Karriere
Er war in den 1970er und 1980er Jahren ein erfolgreicher Squashspieler. 1983 schied er bei seiner einzigen Teilnahme an der Weltmeisterschaft in der ersten Runde aus.
Mit der pakistanischen Nationalmannschaft nahm er 1977 und 1979 an der Weltmeisterschaft teil. 1977 gelang ihm mit der Mannschaft der Gewinn der Weltmeisterschaft vor Neuseeland. 1979 wurde er hinter Großbritannien Vizeweltmeister. Khan verlor seine Partie gegen Phil Kenyon in drei Sätzen.

## Erfolge
- Weltmeister mit der Mannschaft: 1977